# أصول العشائر
أصول الجينسات أو اوريجو جينتس Origo gentis أو أصول العشائر هو اسم لنشاط تأليفي في دراسات العصور الوسطى يشير إلى قصة أصل لجينس (عشيرة، أو آل أو قبيلة ) بالعصور القديمة أو العصور الوسطى.، مع العلم أن ترجمة جينتس إلى عشائر ليست دقيقة، ولهذا سيتخدم اللفظ جينس ومشتقاته بالمقال أدناه.

## المحتوى والوظيفة التاريخية للأصول
أصول الجينسات ليست نوعًا أدبيًا قائمًا بذاته، ولكنها جزء من أعمال واسعة النطاق تصف، على سبيل المثال، تاريخ جينس معنية. يمكن أن تكون أيضًا جزءًا من ملاحم أبطال أو بيوغرافيا. تختلط في نصوص الأصول العديد من العناصر الخيالية غالبًا وفي كثيرًا من الأحيان حجاجيات عمومية (مواضع Topoi). يكون محور السرد في أسطورة الأصل هو الاتحاد الجينساتي المعني (مثل القوط، اللومبارد، الأنجلو ساكسون أو الفرانكيين)، وعادة ما يكون السرد نقلًا شفهيًا في البداية وتجري لاحقًا عملية التدوين والإثراء بعناصر من المعارف التعليمية القديمة. بالإضافة إلى قصة أصل منمقة أسطوريًا، عادة ما يتم الاستشهاد بالسمات الأخلاقية والشخصية الخاصة التي كانت «نموذجية» في الجينس. غالبًا ما تقدم إسكندنافيا موضعياً كأصل،  إذ أن هذا يوفر إمكانية بناء أنساب لا يمكن التحقق منها. يمكن أن توفر شجرة عائلة قديمة (مثل نسب سلالة امالر Amaler الخيالي) شرعية إضافية للحكم.
تلعب غالبًا قصص الترحال لمسافات طويلة دورًا مهمًا في أصول الجينس: هاجرت الجينس ووصلت أخيرًا إلى بلد آخر، واستولت عليه (في الغالب بالقوة). على الرغم من وجود نواة تاريخية في بعض الأحيان (مثل الهجرة الأنجلو ساكسونية إلى بريطانيا)، يبدو أن البعض الآخر يحتوي على قصص خيالية في الغالب. ينطبق هذا، على سبيل المثال، على «أصل طروادة» المفترض أو (كما تفترض غالبية الأبحاث الآن) على أصل الاسكندنافي لجينسات القوط، والذي يفتقر إلى الأدلة الأثرية. وصف يوردانس أصل القوط في مؤلفه «عن أصل وأعمال الغيتاي» (De Origine Actibusque Getarum)، الذي استند إلى عمل كاسيودوروس السابق المفقود غن التاريخ القوطي، ويُنظر اليوم في الغالب لمؤلف يوردانس على أنه قصة إثنوغرافية موضعية، إذ ضمنها العديد من العناصر الخيالية. كان الموضوع الآخر الشائع في أصول الجينسات هو ما يسمى «الفعل البدئي»، وهو يتناول حدثًا مركزيًا للجينس، مثل انتصار مهم، أو عبور مسطح مائي، أو مملكة ذات أصل إلهي يقال أنها كانت موجودة منذ العصور العتيقة، وغيرها، وكانت الفكرة الأساسية هي إنشاء هوية أو إنشاء «نظام جديد» يتم تطبيقه على الجينس منذ ذلك الحين.
يمكن أن تعمل الأصول كعنصر ربط مهم داخل الجينس، والتي يمكن أن تجمع بين اتحادات غير متجانسة عرقياً أو يكون له تأثير في صناعة الهوية (انظر عصر الهجرات). بهذه الطريقة، تم ربط هذه الاتحادات المتعددة الإثنيات باتحاد مثالي عبر فصة أصل. لعب هذا دورًا مهمًا في العملية الصعبة للتكوين الإثنيي في أواخر العصور القديمة والعصور الوسطى المبكرة، إذ كان مؤلفو التصورات المكتوبة متعلمين بشكل جيد وغالبًا ما كان لديهم معرفة بالإثنوغرافيا القديمة. أمثلة على الأصول المعروفة هي عمل يوردانس عن أصل القوط (الذي منح القوط تاريخًا مشابهًا للعديد من الشعوب القديمة الأخرى) أو كتاب أصل الجينس اللومباردي عن اللومبارديين في القرن السابع. تبنى الفرانكيون اسطورة طروادة Trojamythos التي روجها الروم من خلال إنيادة فيرجيل. وفقا لمؤرخ الكنيسة بيدا الموقر، تم استدعاء الساكسونيين إلى بريطانيا من قبل الملك فورتيجرن ويقال أنهم نزلوا هناك بثلاث سفن بقيادة الأخوين هنغيست Hengest وهورسا Horsa .
تأتي الأعمال الهامة حول هذا الموضوع في المقام الأول من هيرفيغ فولفرام Herwig Wolfram وطالبه والتر بول. يؤكد كلاهما على أن الأفكار الحديثة حول «الانتماء الإثنيي» لا تنطبق بأي حال من الأحوال على الجينسات في العصور القديمة والعصور الوسطى. إلا أن الاستنتاجات المستندة إلى هذا مثيرة للجدل، انظر على سبيل المثال عمل فالتر غوفارت Walter A. Goffart. ينتقد غوفارت بشدة النهج القائل بوجود أوجه تشابه في الأعمال التي تتعامل مع قصص الأصل. بدلا من ذلك، وفي الغالب سعى كل مؤلف لغرضه الخاص من خلال العرض الذي يقدمه.

## مبحث الموطن الأصلي كشكل حديث لسؤال أصول الجينسات
في كثير من الحالات، كانت اللغويات المقارنة الحديثة قادرة على إظهار أوجه التشابه بين اللغات المتباينة جغرافيًا مثل اللاتينية والسنسكريتية. هذا الاكتشاف اللغوي سبق وشرح بنموذج شجرة العائلة في القرن التاسع عشر، والذي بموجبه يمكن أن تأتي اللغات من بعضها البعض وتعتبر أوجه التشابه في اللغات الحالية دليلاً على سلف مشترك. وقد أثار هذا الطرح مسألة منطقة التوزيع الأصلية للسلف ذي الصلة، ما يسمى باللغات الأولية، والمتحدثين بها، والتي بدت في العديد من الحالات قابلة للحل بالمناهج اللغوية والآثارية (راجع. الموطن الأصلي). وفقًا للسؤال المطروح، يتوافق هذا البحث إلى حد كبير مع اعتبارات أصول الجينسات Origo gentis في العصور القديمة والعصور الوسطى. إلا أن علم اللغة اليوم يقبل بالإجماع تقريبًا أن المجتمعات اللغوية نادرًا ما تكون متجانسة وليس لها في كثير من الأحيان هوية إثنية أو قومية مشتركة.

## المؤلفات
- Alheydis Plassmann: Origo gentis. Identitäts- und Legitimitätsstiftung in früh- und hochmittelalterlichen Herkunftserzählungen (= Orbis mediaevalis. Band 7). Akademie-Verlag, Berlin 2006, ISBN 3-05-004260-5 Rezension)
- Herwig Wolfram: Das Reich und die Germanen. Severin & Siedler, Berlin 1990, ISBN 3-88680-168-3.
- Herwig Wolfram, Walter Pohl, Ian N. Wood u. a.: Origo gentis. In: Reallexikon der Germanischen Altertumskunde (RGA). 2. Auflage. Band 22, Walter de Gruyter, Berlin/New York 2003, ISBN 3-11-017351-4, S. 174–210